# Петерсон, Юрий Леонидович
Юрий Леони́дович Пе́терсон (24 апреля 1947, Рига — 5 сентября 2019, Москва) — советский и российский музыкант, певец, композитор. Солист ВИА «Весёлые ребята», ВИА «Самоцветы» и ВИА «Пламя». Широко известен исполнением песни «Снег кружится».

## Биография
Родился 24 апреля 1947 года в поезде на пути к Риге, мать лежала в роддоме г. Барановичи.
Окончил специальную музыкальную школу при Рижской Государственной консерватории по классу кларнета. Владел также аккордеоном, флейтой, саксофоном, фортепиано, гитарой.
Дебютировал в рижском ресторане «Таллин» в 1963 году и в этом же году собрал свой первый ансамбль «Комбо» (второй саксофон — Борис Гаммер, бас-гитара — Марк (Майрум) Аронес, ударные — Владимир Плоткин (Верные друзья)).
В 1968 году получил приглашение работать солистом-вокалистом в Москонцерте.
С 1968 по 1972 год выступал в составе ВИА «Весёлые ребята».
В 1972 году начал выступать в составе ВИА «Самоцветы». В музыкальном фильме «Самоцветы», снятом на «Лентелефильме» в 1973 году, исполнил сольно песню композитора Юрия Саульского «Снежинка» на слова поэта Павла Леонидова, принесшую ему наибольшую популярность. Вместе с коллективом «Самоцветов», отталкиваясь от «Битлз», способствовал созданию уникального стиля, в основе которого лежали биг-бит и теплота и доверительность русской песни.
C 1975 по 1989 годы работал с ВИА «Пламя».
Окончил ГИТИС по эстрадной режиссуре (1980).
В 1989 году записал на Всесоюзной фирме грамзаписи «Мелодия» авторский диск-гигант «Сорванный лист». В последующие годы были записаны авторские альбомы «Переходный возраст» (1990) и «Когда мужчине 40 лет» (1991).
Помимо сольного исполнения участвовал в аранжировке музыки, писал музыку к песням.
Долгое время песня Юрия Петерсона на стихи Эммы Боровик «Мой мир — манеж» была гимном Большого Московского государственного цирка и звучала перед представлением.
В начале 90-х годов три года работал сессионным музыкантом в знаменитом цирке Мойры Орфей в Италии.
В 1998 вместе с участниками ВИА «Пламя» Алексеем Кондаковым, Владимиром Парамоновым создал коллектив, который позднее назвали «Пламя — 2000». В 2002 году они записали и выпустили свой альбом «Всё впереди». ВИА просуществовал до 2013 года — до ухода из жизни Алексея Кондакова.
В 2014 году создал группу «Юрий Петерсон и его команда» (гитарист — Дмитрий Митичкин, певец — Дмитрий Зуев, аранжировщик и звукорежиссёр Василий Аверин).
Умер 5 сентября 2019 года в Москве от онкологического заболевания. Похоронен на Хованском кладбище.

## Особенности личности
По словам самого музыканта, он обладал экстрасенсорными способностями, лечил прикладыванием руки.
С ранних лет овладел скорочтением, сдал за 12 дней 36 экзаменов, обучаясь в ГИТИСе.
Изменил свою фамилию Петерсон на фамилию матери Мелехов при записи песни «Танюша» (на стихи С. Есенина) ансамбля «Ариэль», когда советские чиновники запретили запись песни с «нерусской» фамилией автора музыки.

## Семья
Дед — Илларион Виссарионович Мгеладзе (1890–1941), больше известен под псевдонимом Илья Вардин — коммунист, большевик с 1906 года, в годы Гражданской войны начальник политотдела Первой конной армии Буденного, заведующий подотделом печати Агитпропа, редактор еженедельника Агитпропа ЦК ВКП(б) «Красная печать», затем журнала «На литературном посту», публицист и беспощадный литературный критик. Репрессирован в 1935 году, в 1941 году расстрелян, реабилитирован в 1959 году.
Бабушка — Эмма Рейновна Петерсон (1883-1937), работала в Коминтерне, профессор, знала несколько языков. Была осуждена выездной сессией Военной Коллегии Верховного Суда СССР 13 марта 1937 года по ст. ст. 58-8 и 58-11 УК РСФСР и приговорена к расстрелу с конфискацией имущества. Реабилитирована в 1958 году.
Отец — саксофонист Леонид Илларионович Петерсон (22.07.1917–1980). Был арестован как член семьи врага народа, пять лет просидел в тюрьме, а когда началась война, ушел на фронт. Реабилитирован был одновременно с матерью. Известен как изготовитель лучших в СССР («петерсоновских») мундштуков для саксофонов.
Мать — исполнительница народных песен Наталья Ивановна Мелехова. Пела в ансамбле песни и пляски 4-й воздушной армии в период ВОВ.
Сестра — Надежда Леонидовна Петерсон, выпускница исторического факультета Московского государственного университета, работающая в США, в Иллинойском университете.
Жена — Воробьёва Ольга Ивановна (1944–2015), выпускница театроведческого факультета ГИТИС. Большую часть жизни проработала в Московском цирке. Последняя должность — заместитель Генерального директора Росгосцирка.
Сын — Ян Петерсон (род. 1974 ), звукорежиссёр.

## Дискография

### Песни, записанные Юрием Петерсоном сольно или дуэтом в составеВИА «Веселые Ребята»
- «Наташа и я» (Б.Шимчик — русский текст О.Гаджикасимова)
- «Веселый ковбой» (П.Слободкин — О.Гаджикасимов)
- «Тебе все равно» (О.Иванов — О.Гаджикасимов)
- «Баллада об отце» (Д.Марьянович — О.Милявский)
- «Что со мной ты сделала» (Р.Майоров — М.Пляцковский)
- «Парень простой я и обычный» (П.Слободкин — В.Дюнин)
- «Легко влюбиться» (Д.Тухманов — В.Харитонов)

### Песни, записанные Юрием Петерсоном сольно или дуэтом в составеВИА «Самоцветы»
- «Снежинка» (Ю. Саульский — П. Леонидов),
- «Багульник» (В. Шаинский — И. Морозов),
- «Синица» (Ю. Петерсон — М. Пляцковский),
- «Мерси» (Н. Богословский - М. Танич)
- «Листья закружат» (Р. Майоров — В. Харитонов),
- «Русская сказка» (А. Экимян — Ф. Лаубе),
- «Там, за облаками» (М. Фрадкин — Р. Рождественский),
- «Дружба-Фройндшафт» (В. Шаинский — В. Урин),
- «Жил-был я» (Д.Тухманов - С.Кирсанов).

### Песни, записанные Юрием Петерсоном сольно или дуэтом в составеВИА «Пламя»
- «Гой ты, Русь…» (Ю.Петерсон - С. Есенин)
- «Идёт солдат по городу» (В.Шаинский - М.Танич)
- «Снег кружится» (С. Березин - Л. Козлова)
- «Квадратный человек» (С.Березин - Ю.Левитанский)
- «Боль-обида» (О.Иванов - В.Павлинов)
- «Кинематограф» (Э. Колмановский - Ю. Левитанский),
- «Приходи» (В. Чернышев - О. Писаржевская, А. Монастырёв),
- «Обещание» (М. Фрадкин - Р. Рождественский),
- «Пока любим» (Г. Мовсесян - М. Танич), в дуэте с Ириной Шачневой
- «Путеводная звезда» (С. Березин - Ю. Мориц) в дуэте с Ириной Шачневой,
- «Берег моря» (мальгашская нар.песня - русский текст М.Танича)
- «Морская песенка» (Н. Богословский - В. Дыховичный, М. Слободской) в дуэте с Валерием Беляниным,
- «Морская душа» (С. Березин - М. Рябинин),
- «Мой Севастополь» (Н.Богословский - А.Поперечный)
- «Белым снегом» (Р. Майоров - В. Харитонов),
- «Мармеладная сказка» (В. Малежик - М. Танич),
- «Сказка о Царевне-Лягушке» (Ю. Петерсон - В. Шленский),
- «Скажи, скажи, чего ты ждешь…» (Ю. Петерсон - М. Пляцковский),
- «Зелёная калитка» (О. Иванов - А. Поперечный),
- «Не успокоимся» (С. Краевский - И. Кохановский),
- «В шахтёрском общежитии» (Н. Богословский - М. Пляцковский)
- «Когда мужчины говорят» (С.Березин - В.Бутенко)